# Canton de Louviers-Nord
Le canton de Louviers-Nord est une ancienne division administrative française située dans le département de l'Eure et la région Haute-Normandie.

## Histoire
Le canton a été créé en 1982 en scindant en deux l'ancien canton de Louviers.
| Période | Période | Identité                | Étiquette | Qualité                                                                                   |
| ------- | ------- | ----------------------- | --------- | ----------------------------------------------------------------------------------------- |
| 1982    | 1998    | Jean Récher (1928-2008) | PS        | Chef de gare Maire de Saint-Pierre-du-Vauvray (1977-1997)                                 |
| 1998    | 2015    | Leslie Cleret           | PS        | Professeure des écoles Vice-présidente du Conseil général, maire d'Incarville (2003-2008) |

## Composition
Le canton de Louviers-Nord regroupait six communes entières et une fraction de commune de Louviers ; il comptait 14 421 habitants (recensement de 2009 sans doubles comptes).
| Communes                           | Population (2012) | Code postal | Code Insee |
| ---------------------------------- | ----------------- | ----------- | ---------- |
| Andé                               | 1 080             | 27430       | 27015      |
| Heudebouville                      | 809               | 27400       | 27332      |
| Incarville                         | 1 334             | 27400       | 27351      |
| Louviers (fraction cantonale Nord) | 8 836             | 27400       | 27375      |
| Saint-Étienne-du-Vauvray           | 711               | 27430       | 27537      |
| Saint-Pierre-du-Vauvray            | 1 345             | 27430       | 27598      |
| Vironvay                           | 306               | 27400       | 27697      |

## Démographie
| 1982 | 1990   | 1999   | 2006   | 2011   | 2012   |
| ---- | ------ | ------ | ------ | ------ | ------ |
| -    | 14 180 | 13 852 | 14 252 | 14 327 | 14 453 |